# Pape Fall
Pape Abdourahmane Fall (ur. 19 stycznia 1960 w Diourbel) – senegalski piłkarz występujący na pozycji obrońcy.

## Kariera klubowa
Fall rozpoczynał karierę w 1980 roku w zespole SEIB Diourbel i dwukrotnie zdobył z nim mistrzostwo Senegalu (1983, 1987). W 1987 roku przeszedł do francuskiego Olympique Marsylia. Swój pierwszy mecz w Division 1 rozegrał 22 sierpnia 1987 przeciwko Matra Racing (0:0). Natomiast 16 września 1987 w zremisowanym 0:0 spotkaniu I rundy Pucharu Zdobywców Pucharów z 1. FC Lokomotive Lipsk (0:0), zadebiutował w europejskich pucharach. W Marsylii spędził sezon 1987/1988, podczas którego zajął z klubem 6. miejsce w lidze, a także osiągnął półfinał PZP.
W 1988 roku odszedł do ligowego rywala, zespołu SM Caen i grał tam do 1990 roku. Następnie, do końca kariery w 1995 roku, reprezentował barwy trzecioligowych drużyn FC Saint-Lô Manche, Quimper Cornouaille FC oraz Stade Brestois 29.

## Statystyki
| Rozgrywki                 | Poziom | Kraj    | Mecze | Bramki |
| ------------------------- | ------ | ------- | ----- | ------ |
| Division 1                | I      | Francja | 57    | 0      |
| Division 3                | III    | Francja | 111   | 0      |
| Puchar Zdobywców Pucharów | –      | –       | 3     | 0      |

## Kariera reprezentacyjna
W reprezentacji Senegalu Fall grał w latach 1986–1994. W 1986 roku został powołany do kadry na Puchar Narodów Afryki. Rozegrał na nim 3 spotkania: z Egiptem (1:0), Mozambikiem (2:0; gol) i Wybrzeżem Kości Słoniowej (0:1), a Senegal odpadł z turnieju po fazie grupowej.
W 1990 roku ponownie wziął udział w Pucharze Narodów Afryki, zakończonym przez Senegal na 4. miejscu. Zagrał na nim jedynie w półfinałowym meczu z Algierią (1:2).